# Rhaphiomidas ballmeri
Rhaphiomidas ballmeri is een vliegensoort uit de familie Mydidae. De wetenschappelijke naam van de soort is voor het eerst geldig gepubliceerd in 2010 door van Dam.
De soort komt voor in Mexico.